# 1982 na Alemanha
Esta é uma cronologia dos fatos acontecimentos de ano 1982 na Alemanha.

## Eventos
- 10 de julho: Kalinka Bamberski, de 14 anos, é encontrada morta em casa do padrasto, o cardiologista alemão Dieter Krombach.
- 11 de julho: A equipe da Alemanha Ocidental é derrotada pela equipe da Itália por 3 a 1 no final da Copa do Mundo da FIFA.